# Одноразовый рай
«Однора́зовый рай» — короткометражный мультипликационный фильм, предлагающий нестандартную трактовку истории о грехопадении Адама и Евы.
Аннотация мультфильма: «Любопытство не порок, а прогресс».

## Сюжет
Фильм предлагает нестандартную трактовку истории о грехопадении Адама и Евы. Весь звуковой ряд фильма состоит из отдельных звуков, издаваемых участниками событий, и оригинального музыкального сопровождения, слов у героев нет.
Сначала показываются фрагменты пейзажа, затем пейзаж целиком. На вершинах холмов, покрытых голубыми цветами, видны круглые лужайки без цветов, на одной из таких лужаек растёт дерево познания добра и зла.
По цветам сначала шагают, затем бегут Адам и Ева. Ева впереди, ведёт Адама к дереву. Позади Адама и Евы остается широкая полоса помятых цветов. У Евы длинные волосы и весьма заметная грудь. Адам лыс, половые признаки у него отсутствуют.
Червяк со смаком грызёт яблоко изнутри и вдруг слышит, что кто-то грызёт яблоко снаружи. Червяк пытается выбраться наружу, но тут раздаётся очередной громкий хруст яблока и всё вокруг червяка темнеет.
Адам и Ева заканчивают жевать, Ева икает. Адам выбрасывает яблоко, которое он только что обгрыз. Адам тоже икает, после чего у Первого человека Земли появляется пенис, напоминающий проглоченного Адамом червяка. Адам растерян. Ева сначала осматривает Адама, потом вздыхает и хватается за голову, затем издаёт громкий крик. От крика Евы из всех растущих на дереве яблок высовываются червяки, чтобы посмотреть, что случилось.

## Создатели
| режиссёр                  | Анна Колозян                         |
| сценарист                 | Анна Колозян                         |
| художник                  | Анна Колозян                         |
| художники-мультипликаторы | Анна Колозян, Анна Чистова           |
| продюсеры                 | Вячеслав Маясов, Александр Герасимов |
| композитор                | Арег Назарян                         |
| звукооператоры            | Л. Ахвердян, Арег Назарян            |

## Фестивали и кинопремии
- В 2004 году фильм участвовал в конкурсной программе кинопремии «Ника»[4].
- Фильм участвовал в информационной программе фестиваля Суздаль-2005[2][5].
- Также в 2005 году фильм участвовал в программе Международного фестиваля анимационных фильмов «БИМИНИ» (Рига)[6].
- В 2008 году фильм участвовал в программе фестиваля современной российской анимации «ReАнимация» (Краснодар)[7].
- В 2010 году фильм принимал участие в 18 Фестивале русского кино[фр.] в Онфлёре[3].

## Интересные факты
- В фильме использована музыка Арто Тунчбояджяна. В титрах указаны два композитора А. Тунчбояджян и А. Назарян[8], причём на первом месте указан Тунчбояджян, однако на сайте «Аниматор.ру» информация об использовании в фильме музыки Тунчбояджяна отсутствует[2], и Тунчбояджян отсутствует в полном списке композиторов на сайте «Аниматор.ру»[9].

## Критика
- В статье Руслана Сагабаляна Адам и Ева из мультфильма «Одноразовый рай» в начальном состоянии характеризуются как «два бесполых существа», «андроиды»[6].
- В июне 2017 года появился десятиминутный обзор мультфильма «Одноразовый рай» от видеоблогера Пикули, который ассоциирует содержание мультфильма с введением в школах предмета «Основы православной культуры»[10].